# Powiat mogilnicki
Powiat mogilnicki – powiat istniejący w latach 1920–1939 w Polsce.

## Historia
Powiat powstał 10 lutego 1920 w wyniku traktatu wersalskiego na terenie należącym do niemieckiego powiatu Mogilno w rejencji bydgoskiej, początkowo Wielkiego Księstwa Poznańskiego (do 1848), a następnie Prowincji Poznańskiej (do 1918). Ostateczny zasięg powiatu obejmował tereny obecnych powiatów: mogileńskiego, inowrocławskiego i żnińskiego (woj. kujawsko-pomorskie) oraz powiatu gnieźnieńskiego (woj. wielkopolskie). Jego ośrodkiem administracyjnym było Mogilno. Oprócz Mogilna na terenie powiatu istniały miasta: Gębice, Kwieciszewo, Pakość, Rogowo i Trzemeszno.
Po reformie administracyjnej z 1921 roku jego terytorium weszło w skład nowego (mniejszego) powiatu mogileńskiego, województwa poznańskiego.
26 października 1939 ponownie włączony do Niemiec jako powiat Mogilno.